# Tracte retinohipotalàmic
En neuroanatomia, el tracte retinohipotalàmic (RHT) és una via d'entrada neuronal fòtica implicada en els ritmes circadians dels mamífers. L'origen del tracte retinohipotalàmic són les cèl·lules ganglionars de la retina intrínsecament fotosensibles (ipRGC), que contenen el fotopigment melanopsina. Els axons dels ipRGC pertanyents al tracte retinohipotalàmic es projecten directament, monosinàpticament, als nuclis supraquiasmàtics (SCN) a través del nervi òptic i el quiasma òptic. Els nuclis supraquiasmàtics reben i interpreten informació sobre la llum ambiental, la foscor i la durada del dia, important en l'entrament del "rellotge corporal". Poden coordinar els "rellotges" perifèrics i dirigir la glàndula pineal per secretar l'hormona melatonina.

## Estructura
El tracte retinohipotalàmic està format per cèl·lules ganglionars de la retina. Una població diferent de cèl·lules ganglionars, conegudes com a cèl·lules ganglionars de la retina intrínsecament fotosensibles (ipRGCs), és la responsable crítica de proporcionar senyals visuals que no formen imatges al cervell. Només al voltant del dos per cent de totes les cèl·lules ganglionars de la retina són ipRGC, els cossos cel·lulars es troben principalment a la capa de cèl·lules ganglionars (i algunes es desplacen a la capa nuclear interna de la retina). El fotopigment de melanopsina està present a les dendrites dels ipRGC, donant a les ipRGC sensibilitat a la llum en absència d'entrada de vareta o con. Les dendrites s'estenen cap a l'exterior des dels ipRGC dins de la capa plexiforme interna. Aquestes dendrites també poden rebre més senyals canònics de la resta de la neuroretina. Aquests senyals es transporten després a través del nervi òptic, que es projecta cap al nucli supraquiasmàtic (SCN), l'àrea hipotalàmica anterior, l'àrea retroquiasmàtica i l'hipotàlem lateral. Tanmateix, una part important de la RHT acaba a la SCN.

## Efecte sobre els ritmes circadians

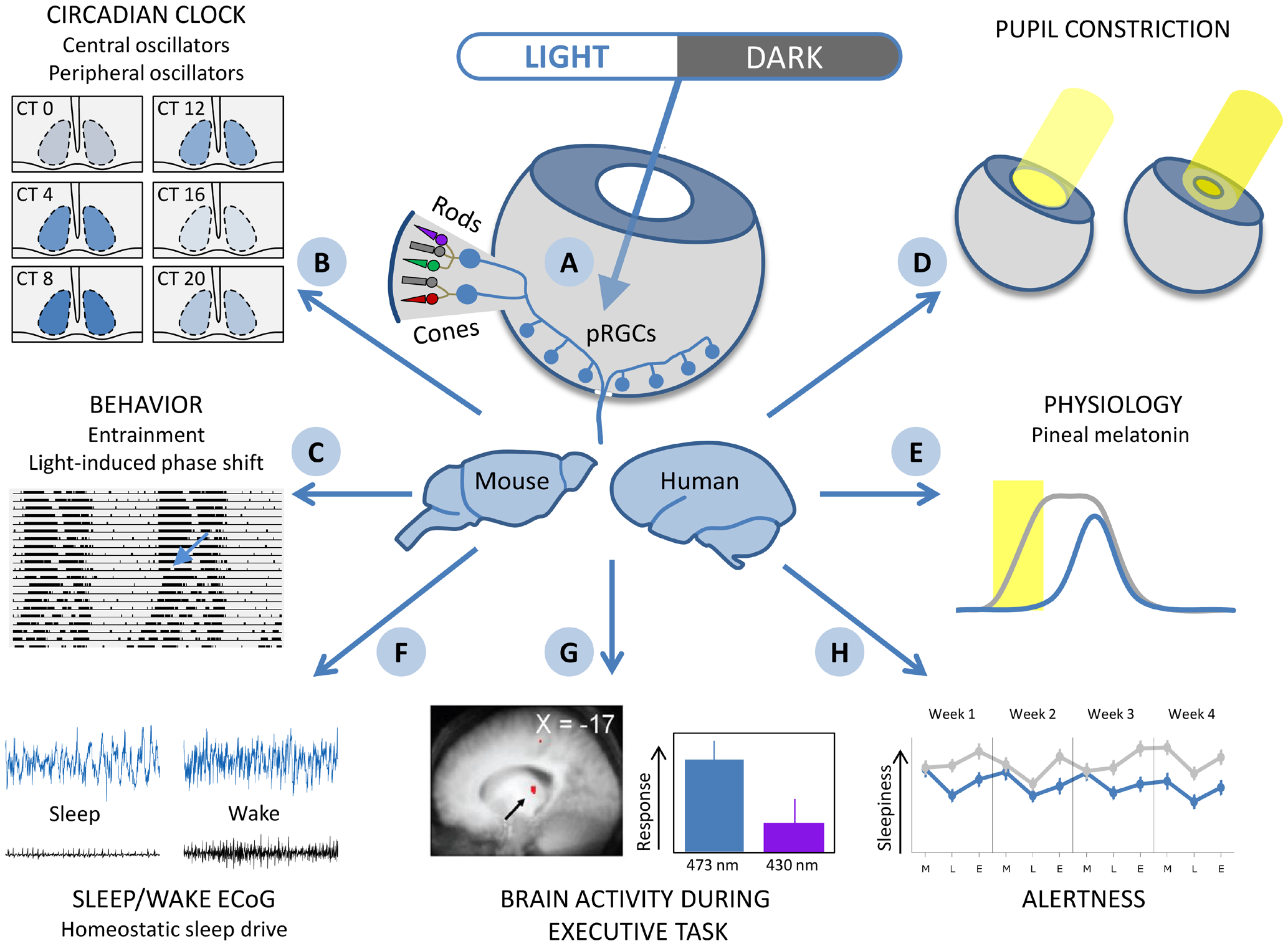
Resum dels efectes generalitzats de la llum

El SCN de l'hipotàlem conté un marcapassos endogen que regula els ritmes circadians. El zeitgeber que s'ha trobat que té l'efecte més profund sobre el SCN és la llum, que és la forma d'estimulació de la qual es necessita conversió perquè sigui processada pel cervell. Els neurotransmissors que viatgen per la RHT són els responsables de lliurar aquest missatge a altres parts del cervell. Si es fa malbé aquesta via important, es poden produir alteracions en els ritmes circadians, inclosos els canvis de fase. Els estudis realitzats en rates mostren que fins i tot amb fotoreceptors severament degenerats (cecs, sense percepció de llum visible), tenen la capacitat d'entrar al cicle llum/foscor perquè tenen RHT intactes.
Es va dur a terme un estudi per observar les diferències en tres grups de rates Sprague-Dawley: les que tenien part de la via RHT tallada quan era adult (AE), les que tenien part de la via tallada en les 24 hores posteriors al seu naixement (NE), i un grup control. El desenvolupament posterior dels cervells dels del grup NE va demostrar que els dos nuclis supracaismàtics (SCN) tenen entrades gairebé iguals poc després de tallar la via. Es va demostrar que això frenava dràsticament la resincronització dels ritmes biològics interns amb els senyals temporals externs, principalment la llum. Les rates dels grups AE i NE van reduir de manera similar la quantitat de líquids durant l'estudi durant les hores que van estar exposades a la llum constant. Això pot indicar que la ingesta d'aigua es veu afectada pel nombre de connexions en aquesta via i afecta el desenvolupament posterior d'altres parts del cervell que depenen de la llum.